# Mathieu Blouin
Pour les articles homonymes, voir Blouin.
Mathieu Blouin, né vers 1554, mort vers 1615, chanoine, est un historien occitan.

## Vie
Il est né à Gaillac (Gailhac) en Albigeois (aujourd'hui dans le Tarn). Il est l'auteur de l'Historio vertadieiro de las causos pus memourablos fachos a la vilo de Gailhac en Albigés duran lous troubles de Franso (Història vertadièira de las causas pus memorablas fachas a la vila de Gailhac en Albigés durant los trobles de França, ou Histoire véritable des choses les plus mémorables arrivées en la ville de Gaillac en Albigeois durant les troubles de France). C'est une épopée en deux livres et en vers occitans contant les guerres de religion dans sa ville entre 1559 et 1572, vues du côté catholique, mais avec une certaine objectivité. L'ouvrage a été composé juste après les événements décrits, entre 1574 et 1582, puis remanié jusque vers 1595 mais jamais publié. Un troisième livre, qui devait décrire les événements survenus après 1572 a été brûlé sans que l'on sache pourquoi. Devenu chanoine, Mathieu Blouin meurt à Gaillac. 

## Œuvre
L'Història vertadièira est précieuse à la fois pour les linguistes qui y trouvent un occitan languedocien (avec des traits nord-occitans venus du Velay, terre d'origine des Blouin) de la fin du XVIe siècle, populaire et encore peu francisé, et pour les historiens qui ont là un témoignage unique sur la façon dont les guerres de religion ont affecté la vie de tous les jours d'une ville occitane.
Témoignage d'autant plus unique que l'auteur, s'il ne cache pas son parti-pris catholique, est horrifié par les excès commis par les deux camps. S'il est très critique envers les protestants au début des guerres, quand ceux-ci tentent de s'emparer de la ville, il le devient de plus en plus envers les fanatiques de son parti au fur et à mesure des événements. Mais c'est aussi une œuvre littéraire plaisante, qui passe de l'humour à la tragédie, et se lit comme un roman.

## Citations
Mas coma òm los trainava a la mòrt tant ontosa,
L'un d'els galhardament, d'una cara joiosa,
De salmes de Marot quasques verses cantava,
E d'un coratge gai son companh'exortava,
Lo vesent estonat e blait del visatge,
E li cridava atal, per li donar coratge :
« Et quoy, mon frère en Christ, veux-tu si triste être,
Ores qu'il faut aller voir Dieu, notre bon maître,
Ores qu'il faut laisser ces corps lourds et pesants,
Pour aller à jamais vivre heureux et contents ?
Courage donc, ami, je t'assure et te dis
Que ce soir nous irons souper en paradis. »
Mas l'aultre, embait, fasiá 'na mina trista,
E non semblava pas èsser fòrt calvinista.
Mas enfin, per far cort, ses far lor confecieon,
A l'opinieon d'aquela novèla religieon,
A la plaça en public for'estranglats tots dos,
Ben que non foss'estats saccamants ni lairons.
De que tots los parents, marits a tota otrança,
Feron resolucieon de n'aver la venjança.

## Anecdotes
Au chapitre XII du livre II, Blouin, après avoir décrit la prise sanglante de la ville par un capitaine catholique, avoue sa fatigue : « Je suis las de décrire ces tumultes malheureux ; je vais les laisser un peu car ils me sont fâcheux. Je remercie Dieu au surplus et je le loue d'être resté moi-même vivant au milieu de tant de morts. Et bien qu'assez souvent j'aie été bouleversé, je suis au moins toujours resté dans le bon parti, encore qu'en mon temps on m'ait fait beaucoup d'affronts : certains, que je ne nommerai pas, médisants et bouffons, en parlant de moi absent, m'appelaient fantasque, mal attaché à ma foi, bigarré... »